# Christus-Kirche (Velgast)

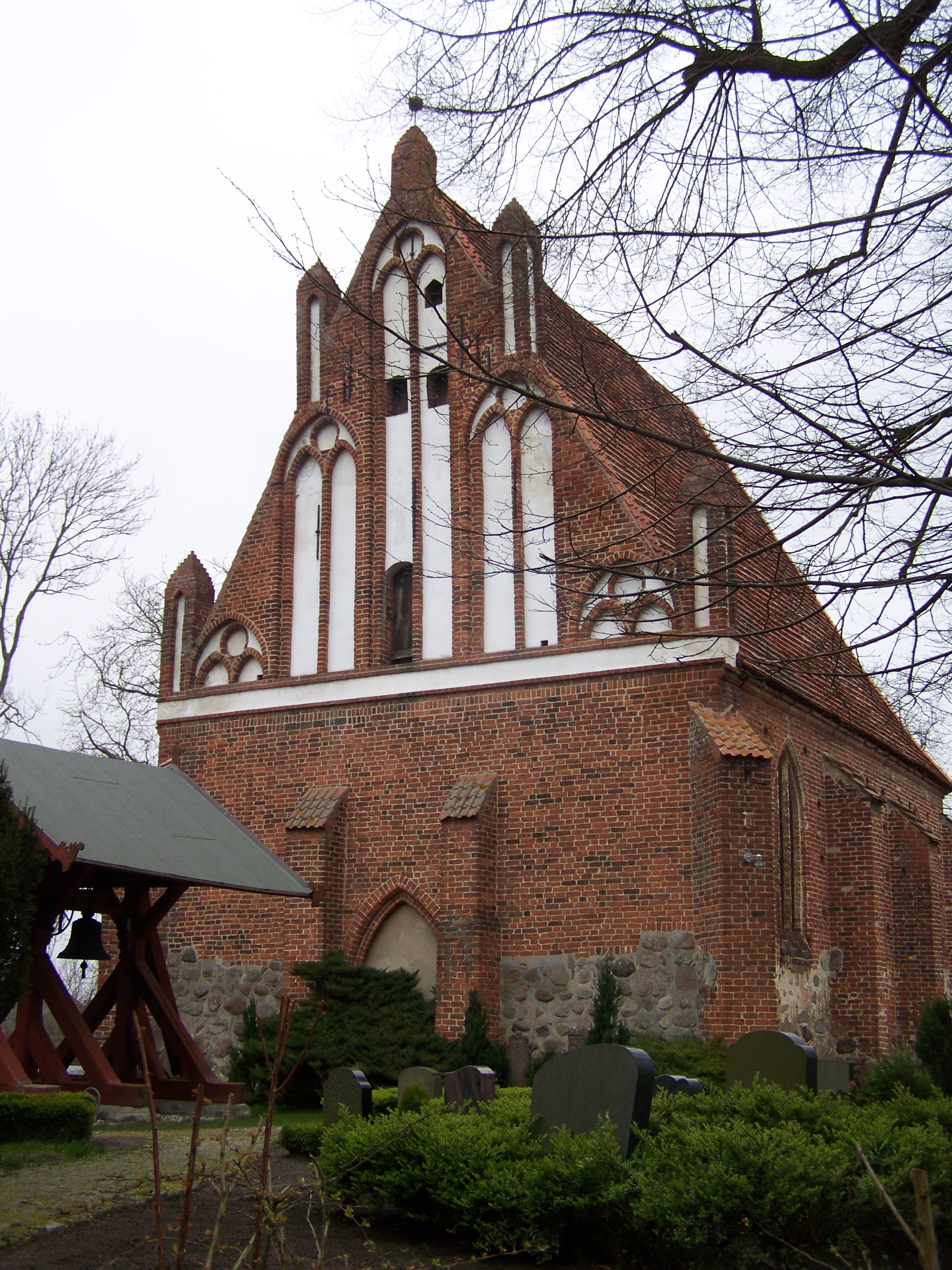
Die Kirche in Velgast mit dem hölzernen Glockenstuhl

Die evangelische Christus-Kirche ist ein Sakralbau aus dem 13. Jahrhundert in Velgast, einer Gemeinde im Landkreis Vorpommern-Rügen in Mecklenburg-Vorpommern. Die ev. Kirchengemeinde Starkow und Velgast gehört zur Propstei Stralsund im Pommerschen Evangelischen Kirchenkreis der Evangelisch-Lutherischen Kirche in Norddeutschland.

## Lage
Die Ernst-Thälmann-Straße führt von Nordwesten kommend in südöstlicher Richtung durch den Ort. Im historischen Dorfzentrum zweigt der Grüne Weg zunächst nach Osten und schließlich nach Süden in Richtung Ernst-Thälmann-Straße. Die Kirche steht auf dem so aufgespannten Grundstück auf einem umgebenden Kirchfriedhof, der mit einer Mauer aus rötlichen Mauersteinen eingefriedet ist.

## Geschichte
Über die Ursprünge des Gebäudes existierten zum Teil unterschiedliche Angaben. Nach Angaben im Dehio-Handbuch entstand die Kirche um 1400 durch Mönche aus dem nahe gelegenen Kloster Neuenkamp – im 21. Jahrhundert die Gemeinde Franzburg. Die Kirchengemeinde gibt in einem Flyer hingegen an, dass das Bauwerk im Auftrag des Bischofs aus Schwerin im 13. oder 14. Jahrhundert errichtet wurde. 1695 wurde der hölzerne Kirchturm wegen Baufälligkeit abgerissen. 1828 wurde ein Glockenstuhl vor der Kirche errichtet.

## Baubeschreibung
Das zweijochige Bauwerk entstand im Wesentlichen aus rötlichem Mauerstein und fußt auf einem Fundament aus unbehauenen und nicht lagig geschichteten Feldsteinen. Der polygonale Chor ist nicht eingezogen und wird durch je einen mächtigen Strebepfeiler an seinen vier Ecken stabilisiert. Mittig ist je ein großes, dreibahniges Spitzbogenfenster.
Daran schließt sich das Kirchenschiff an. An seiner Nordseite sind ebenfalls drei große Spitzbogenfenster; an der Südseite zwei. Mittig ist eine ebenfalls spitzbogenförmige Pforte, darüber ein kleineres Fenster. Auch hier wurden die Wände mit insgesamt drei Strebepfeilern pro Seite stabilisiert.
Nachdem der Kirchturm abgerissen war, gestalteten Handwerker die Westfassade neu. Mittig ist eine zugesetzte, spitzbogenförmige Blende, in der zuvor der Durchgang zum Turm war. Das untere Drittel der Wand besteht aus Feldsteinen, darüber kamen wiederum Mauersteine zum Einsatz. Oberhalb einer rechteckigen, hell verputzten Blende erhebt sich ein prächtig gestalteter Staffelgiebel. Er besteht aus drei mehrteiligen und gekuppelten Blenden, die seitlich von weiteren Blendenfeldern ergänzt werden. Zusätzlich schmücken vier Fialen den Giebel, der mit Turmkugel und Wetterfahne abschließt.

## Ausstattung

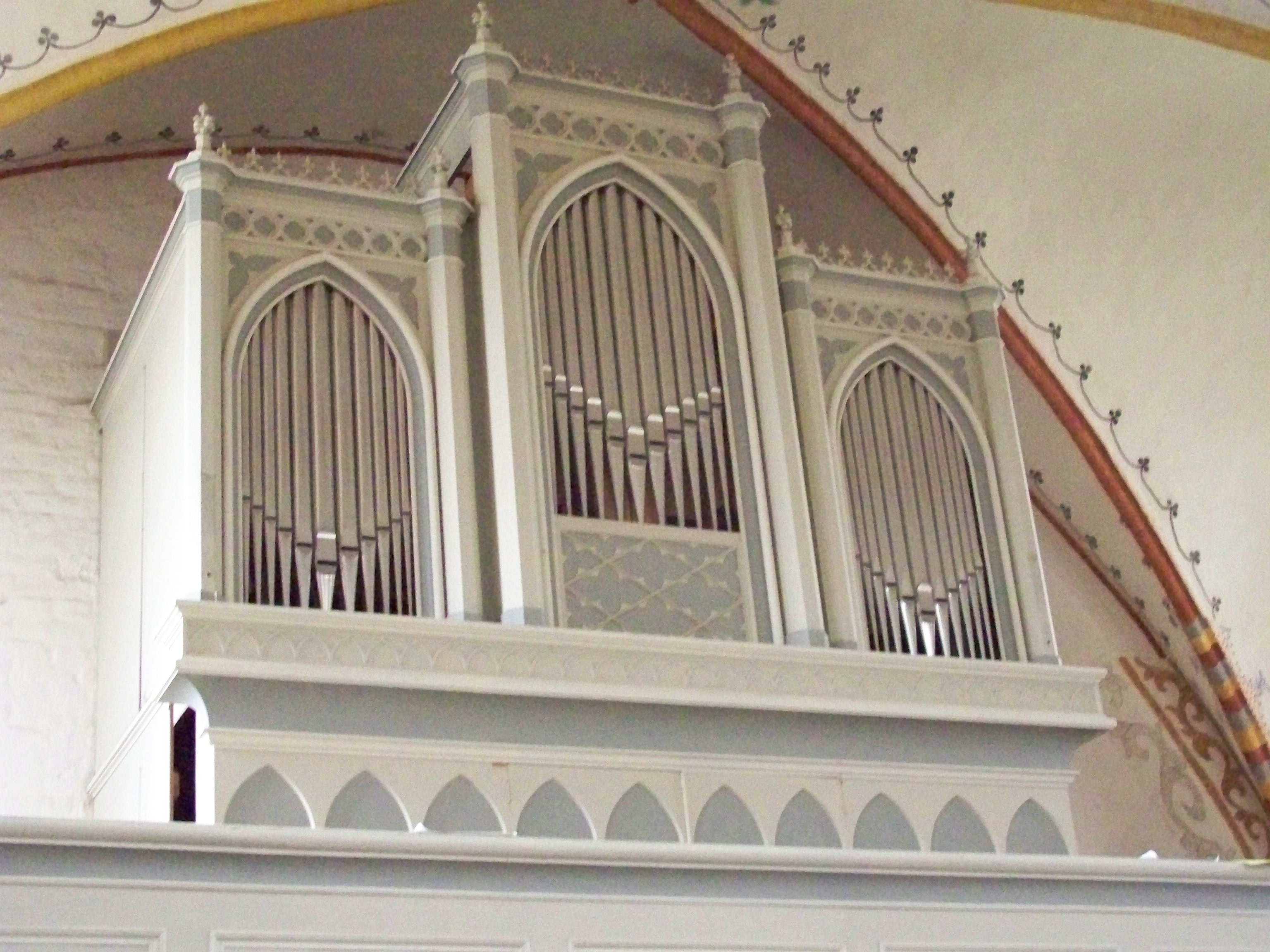
Die Buchholz-Orgel von 1844

Der barocke Kanzelaltar entstand in der Stralsunder Werkstatt von Michael Müller und ist seit den 1980er Jahren eingelagert. Er schuf dazu in der ersten Hälfte des 18. Jahrhunderts passende halbrunde Altarschranken sowie eine hölzerne Fünte mit geschnitzten Puttenköpfen. Die Kirche verfügt über ein gotisches Kreuzrippengewölbe, das durch Konsolsteine aus dem 15. Jahrhundert abgeschlossen wird. Diese neun Steine stellen sechs Menschengesichter und drei Tiere dar. Die Rippenbögen sind mit Ornamenten versehen, ebenso die Fensterlaibungen.
Zwölf farbig ausgelegte Weihekreuze sind in die Wände geritzt. Die Nordwand weist zudem die Darstellung des Christophorus auf, am Aufgang zur Empore sind zwei Menschen am Fass dargestellt. Im Gewölbe ist weiterhin Jesus Christus als Weltenrichter abgebildet. Die bauzeitlichen Wandmalereien wurden bei Restaurierungsarbeiten im Jahr 1984 freigelegt. Zur weiteren Kirchenausstattung gehören eine Fünte und ein Altargitter aus dem 18. Jahrhundert. Ebenfalls eingelagert ist ein großes Gemälde aus der zweiten Hälfte des 18. Jahrhunderts, das ein Kruzifix mit einem Beter zeigt. Der Kronleuchter mit Adlerbekrönung ist auf das Jahr 1737 datiert. Etwa aus derselben Zeit stammen die zweiflammigen Wandleuchter.
Die aus dem Jahr 1844 stammende Orgel mit einem Manual wurde von Carl August Buchholz gebaut. Sie wurde von 1994 bis 1996 für 63.000 DM durch die Firma Rainer Wolter aus Zudar restauriert.
Der westlich vor der Kirche stehende hölzerne Glockenstuhl mit zwei Glocken stammt aus dem Jahr 1924. Die größere Glocke trägt die Inschrift: „Vergiß mein Volk, der treuen Toten nicht – 1914–1918 / Ehre sei Gott in der Höhe“, während auf der kleineren Glocke zu lesen ist: „Friede auf Erden“.